# Edric Bastyan
Sir Edric Montague Bastyan (* 5. April 1903 in Dorset, England; † 7. Oktober 1980 in Adelaide, South Australia, Australien) war ein britischer Generalleutnant und Gouverneur der australischen Bundesstaaten South Australia und Tasmanien.

## Leben
Bastyan absolvierte zunächst eine Ausbildung zum Offizier an der Royal Military Academy Sandhurst und diente anschließend bis zum Ausbruch des Zweiten Weltkrieges in mehreren Regimentern, wobei er dabei überwiegend in der militärischen Verwaltung tätig war.
Nach dem Ende des Zweiten Weltkrieges versah er seinen Dienst bei der Britischen Rheinarmee sowie beim Eastern Command in Hounslow, wo er von 1949 bis 1950 Stabschef war. Im Anschluss war er von 1950 bis 1952 Direktor der Stabsdienste im britischen Kriegsministerium (War Office). Zuletzt war er zwischen 1957 und seiner Versetzung in den Ruhestand 1960 Kommandeur der British Forces Overseas Hong Kong, den britischen Überseestreitkräften in der damaligen Kronkolonie Hongkong.
Am 4. April 1961 erfolgte seine Berufung zum Gouverneur von South Australia und bekleidete dieses Amt bis zum 1. Juni 1968. 1962 wurde er als Knight Commander des Order of St. Michael and St. George in den Adelsstand erhoben und führte fortan den Namenszusatz „Sir“.
Nach Beendigung seiner Amtszeit als Gouverneur von South Australia war Sir Edric Bastyan vom 2. Dezember 1968 bis zum 30. November 1973 Gouverneur von Tasmanien.
Bastyan war sowohl in Tasmanien als auch in South Australia der letzte Gouverneur mit britischer Staatsangehörigkeit.

## Auszeichnungen
- Officer of the Order of the British Empire (1942)
- Commander of the Order of the British Empire (1943)
- Companion of the Order of the Bath (1944)
- Knight Commander of the Order of the British Empire (1957)
- Ritter des Malteserordens (1961)
- Knight Commander of the Order of St. Michael and St. George (1962)
- Knight Commander of the Royal Victorian Order (1963)